# Annemarie Kesselring

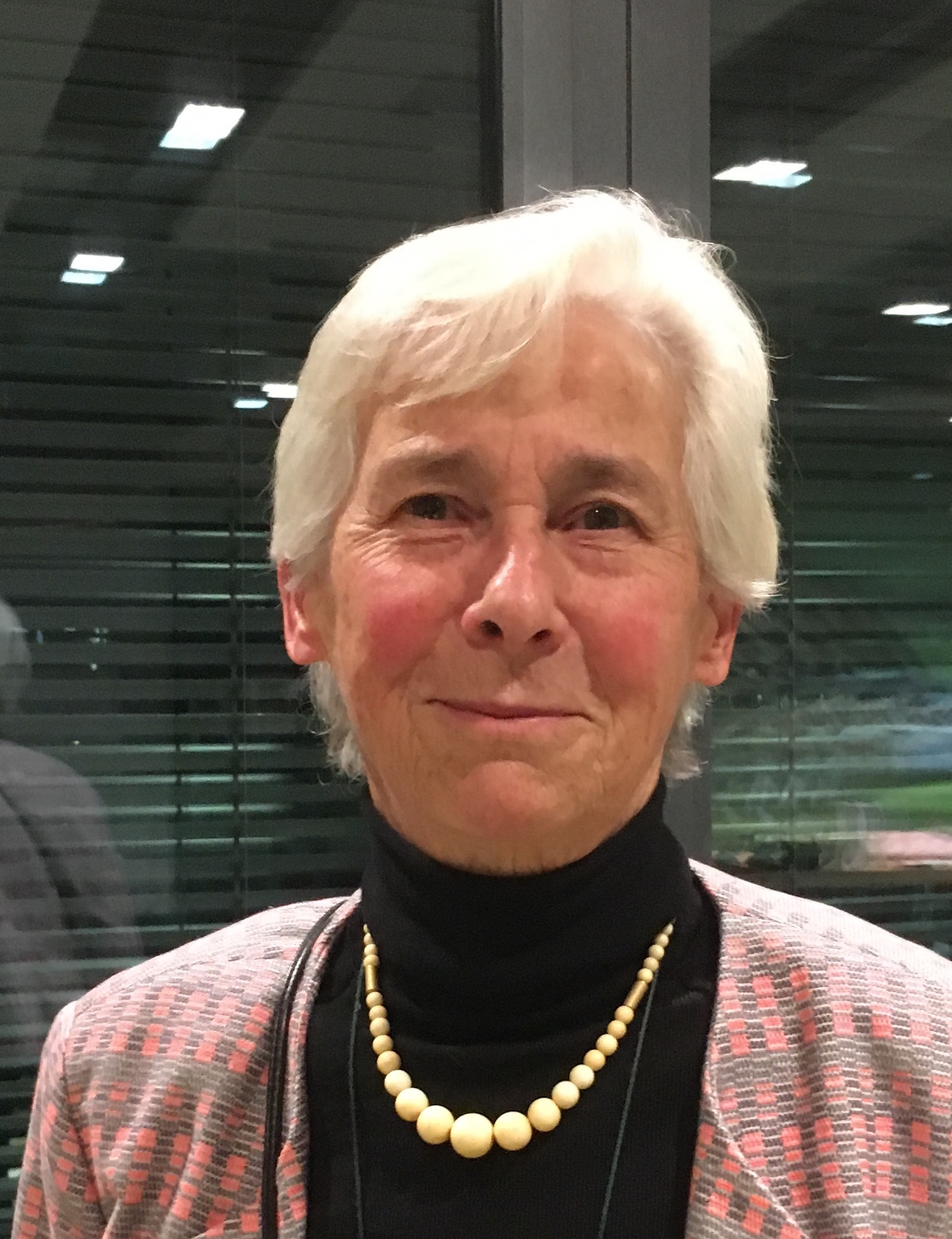
Annemarie Kesselring (2018)

Annemarie Kesselring (* 1942 in Bern) ist eine Schweizer Pflegefachfrau. Sie war die erste Schweizer Professorin für Pflegewissenschaft.

## Werdegang
Annemarie Kesselring erhielt 1964 ihr Diplom als Pflegefachfrau an der Schule für Krankenpflege des Lindenhofspitals in Bern. Nach mehreren Weiterbildungen zur Pflegefachfrau in Operationspflege und Anästhesiepflege sowie als Lehrerin für Krankenpflege an der Kaderschule für Krankenpflege in Zürich und Aarau erlangte sie 1982 ihren Bachelor of Science in Nursing an der University of California in San Francisco. 1984 folgte der Master of Science in Nursing und 1990 das Doktorat (PhD), ebenfalls in San Francisco.
Nach ihrer Rückkehr in die Schweiz arbeitete sie zunächst von 1990 bis 1991 als Lehrerin an der Kaderschule für Krankenpflege in Zürich und Aarau. Ab 1991 war sie beim Schweizer Berufsverband der Pflegefachfrauen und Pflegefachmänner SBK verantwortlich für den Bereich Pflegeforschung. Im Jahr 2000 wurde sie zur ausserordentlichen Professorin für Pflegewissenschaft am Institut für Pflegewissenschaft der Universität Basel ernannt, an dessen Gründung sie massgeblich mitgewirkt hatte.
Annemarie Kesselring wurde 2006 emeritiert.

## Werke (Auswahl)
- Krebs. Was bedeuten Krankheit und Unterstützung für Patienten? RECOM, F. Reinhardt, Basel 1987, ISBN 3-315-00040-9.
- The experienced body, when taken-for-grantedness falters. A phenomeonological [sic!] study of living with breast cancer. 1990 (Diss. phil. San Francisco).
- als Herausgeberin: Die Lebenswelt der Patienten. Pflegewissenschaftliche Studien. H. Huber, Bern/Göttingen/Toronto 1996, ISBN 3-456-82714-8.

## Archive
- Archiv Annemarie Kesselring im Katalog der Gosteli-Stiftung, Archiv zur Geschichte der schweizerischen Frauenbewegung